# الطراد كونيجسبرغ

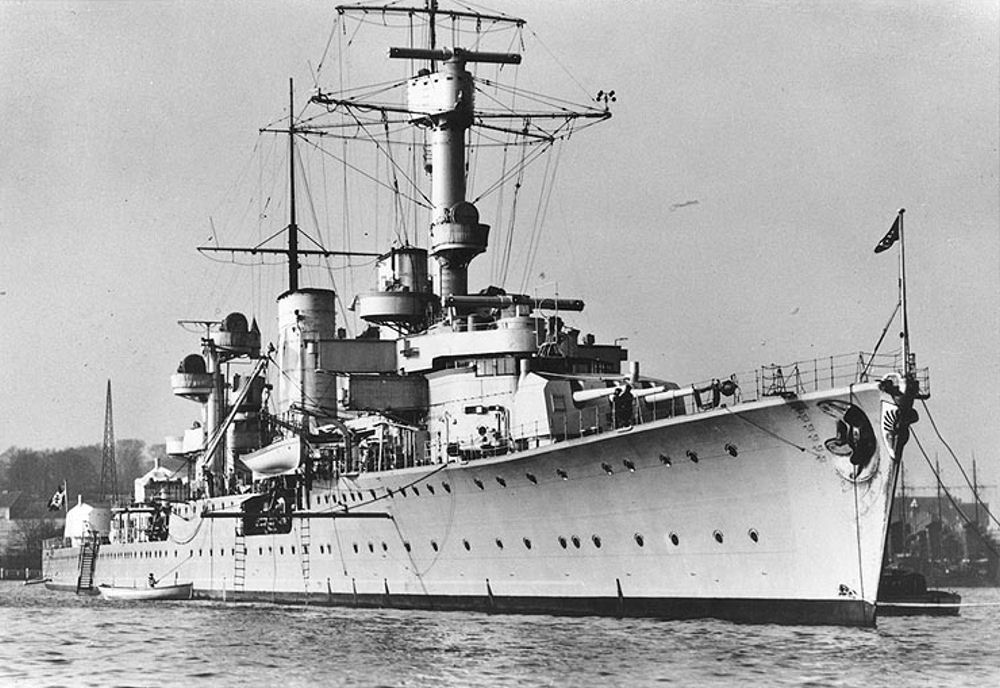

كونيجسبرغ طرادًا ألمانيًا خفيفًا تم تشغيله بين عامي 1929 وأبريل 1940 خدم في الحرب العالمية الثانية. كانت السفينة الرائدة في فئتها وخدمت في قوتين بحريتين ألمانيتين، رايخ مارين وكريغسمارينه . تم بناءه بواسطة كريكسمارينفيفت في فيلهلمسهافن. تم وضعه في أبريل 1926، وتم إطلاقه في مارس 1927، وتم تشغيله في الرايخ مارين في أبريل 1929. كان مسلحة ببطارية رئيسية بتسع بنادق وكان لها سرعة قصوى تبلغ 32 عقدة (59 كم/س؛ 37 ميل/س)    . 
كان بمثابة سفينة تدريب لطلاب البحرية خلال ثلاثينيات القرن الماضي، وانضم إلى دوريات عدم التدخل خلال الحرب الأهلية الإسبانية في أواخر الثلاثينيات. بعد اندلاع الحرب العالمية الثانية في سبتمبر عام 1939، وضعت حقول ألغام دفاعية في بحر الشمال ، ثم شاركت في عملية فيزروبونغ أثناء غزو النرويج في أبريل 1940. أثناء مهاجمة بيرغن، تعرضت لأضرار بالغة من قبل المدفعية الساحلية النرويجية، وأغرقتها القاذفات البريطانية في اليوم التالي في الميناء. تم رفع الحطام في نهاية المطاف في عام 1942 وتم تفكيكه للخردة في العام التالي. 

### اقتباسات
1. ↑  مذكور في: الحرب البحرية في المحيط الأطلسي (1939-1945). الصفحة: 160-161. الناشر: Editorial Juventud. لغة العمل أو لغة الاسم: الإسبانية. تاريخ النشر: 1979. المُؤَلِّف: Luis de la Sierra.
2. ↑  Gröner, p. 119